# Paix préliminaire de Nicolsbourg

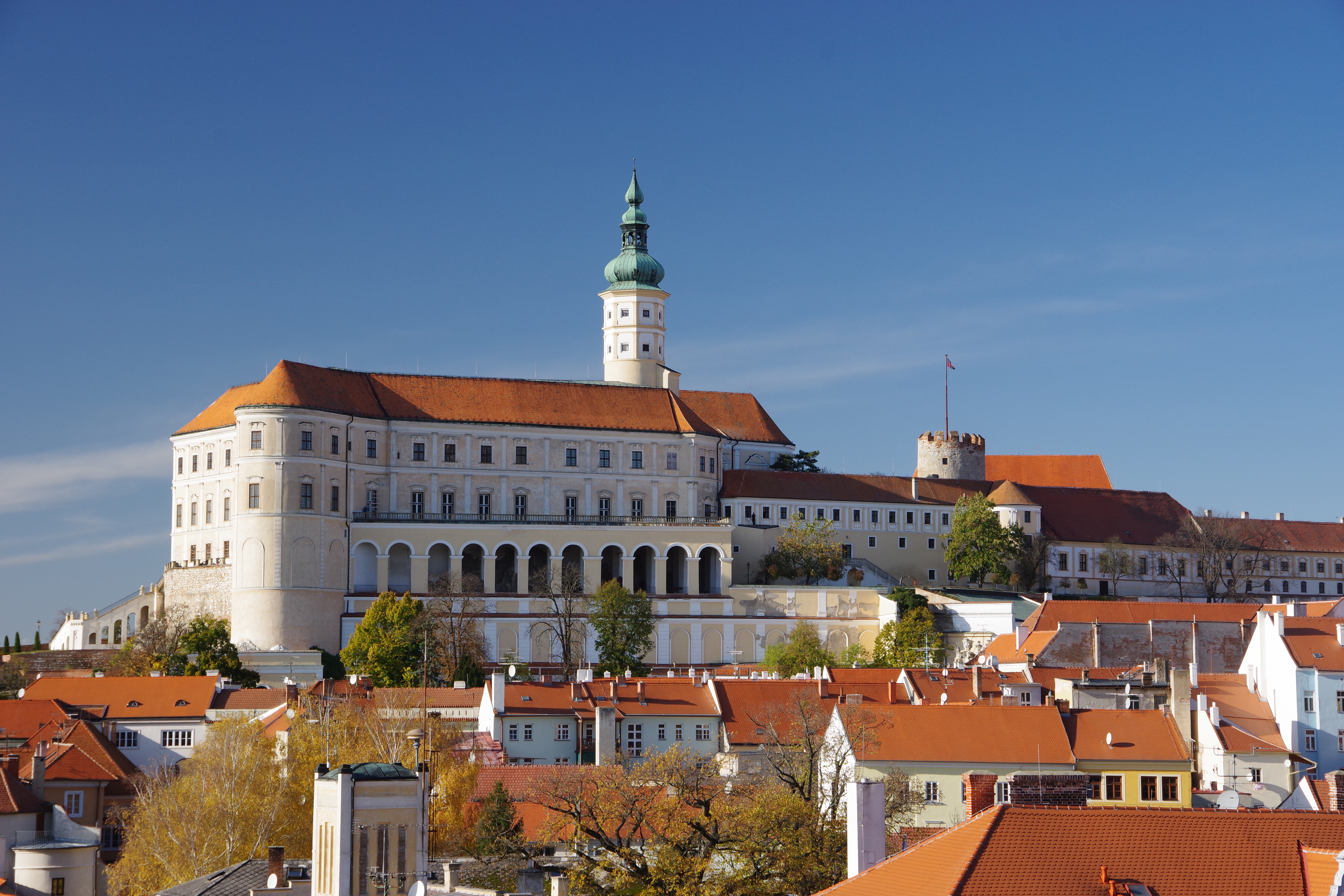
Château de Nicolsbourg.

La paix préliminaire de Nicolsbourg est conclue le 26 juillet 1866 entre la Prusse et l'Autriche pendant la guerre austro-prussienne. Trois semaines seulement après la défaite de l'Autriche lors de la bataille de Sadowa (3 juillet 1866), cette paix préliminaire est signée, qui conduit finalement au traité de paix de Prague .

## Histoire
Les négociations de paix, très compliquées, sont avant tout une lutte politique pour l'organisation future de l'Empire allemand. À partir du 22 juillet à midi, un cessez-le-feu de cinq jours intervient, pendant laquelle la paix préliminaire doit être négociée dans la ville de Nicolsbourg, dans le sud de la Moravie. Les négociations sont menées au château de Nicolsbourg (de) par le ministre-président prussien Otto von Bismarck et les plénipotentiaires autrichiens Alajos Károlyi et Adolph von Brenner-Felsach (de). À cette occasion, Bismarck, désireux d'épargner à l'Autriche de nouvelles cessions de territoires allant au-delà de la Vénétie, afin de ne pas la perdre en tant qu'alliée de demain, se heurte à une vive résistance de la part du roi Guillaume Ier ainsi que de certains militaires. Après avoir longtemps évité le conflit par loyauté envers Vienne, le roi de Prusse veut maintenant savourer le triomphe d'entrer en vainqueur dans la capitale autrichienne. Des scènes dramatiques se déroulent entre lui et Bismarck, qui ne peut s'imposer que lorsqu'il menace de démissionner et que le prince héritier Frédéric-Guillaume prend son parti.
Alors que les troupes prussiennes après Sadowa en Bohême opèrent avec hésitation, Bismarck réussit d'abord à affirmer sa position de négociation, puis ses exigences substantielles concernant l'expansion de la puissance prussienne dans le nord des États allemands par l'annexion totale du Schleswig-Holstein, de Hanovre, de l'électorat de Hesse et de Nassau et Francfort, après la dissolution de la Confédération germanique (de) et pour imposer largement l'exclusion de l'Autriche en tant que puissance auparavant dominante dans les États allemands (solution petite-allemande).
Sur le plan de la politique extérieure, il peut rejeter les demandes de compensation de la France. En échange de sa "politique d'immobilisme" pendant la guerre austro-prussienne, Napoléon III veut annexer le Luxembourg, la Belgique ou des régions de la rive gauche du Rhin (Palatinat et Hesse). Cela conduit plus tard à des plans de revanche de la France, une des causes de la guerre franco-prussienne ("vengeance pour Sadowa"). Même Alexandre II de Russie, qui a tenté en vain d'empêcher la chute des dynasties des États allemands du Nord et s'est distingué par des projets de congrès susceptibles d'européaniser le problème allemand et de le soumettre ainsi à l'ingérence des deux puissances continentales ailées, se voit contraint d'accepter la réorganisation des États allemands. Seule la Grande-Bretagne salue la consolidation de la politique de puissance à partir de la Prusse et estime en outre qu'il ne faut pas s'attendre à une perturbation de l'équilibre européen de la part de la Prusse, mais plutôt de la part de la France et de la Russie.

## Contenu
Les préliminaires se compensent de neuf articles et sont signés et scellés par le ministre autrichien de la Guerre, le comte August von Degenfeld-Schonburg (de), et le chef d'état-major prussien Helmuth von Moltke, le 26 juillet 1866. Le document original se trouve maintenant aux Archives de la maison, de la cour et d'État de Vienne.
Il est convenu que la Vénétie serait cédée à l'Italie et que toutes les troupes seraient complètement retirées des territoires occupés. L'Autriche reconnaît la dissolution de la Confédération germanique et le rétablissement de la Confédération de l'Allemagne du Nord sans sa participation. Les droits sur les duchés de Schleswig, Holstein et Lauenbourg, acquis conjointement dans le cadre du traité de Vienne, reviennent à l'État prussien. L'Autriche doit verser à la Prusse une indemnité de guerre de 40 millions de thalers.
Ce n'est qu'après de difficiles négociations que les plénipotentiaires autrichiens réussissent à empêcher une annexion totale de la Saxe par la Prusse. L'Autriche insiste sur son maintien en tant qu'État tampon pour assurer ses frontières septentrionales et menace la Prusse de poursuivre la guerre en cas d'occupation de la Saxe. En revanche, l'empereur autrichien promet de reconnaître les détrônements du roi de Hanovre, de l'électeur de Hesse, du duc de Nassau et l'occupation de la ville libre de Francfort. Le cessez-le-feu est prolongé jusqu'au 2 août puis remplacé par un armistice.
Le traité de Prague du 23 août 1866 confirme dans une large mesure les accords conclus lors de la précédente paix de Nicolsbourg.

## Extrait de la paix préliminaire de Nicolsbourg du 26 juillet 1866
Article I. « Les possessions territoriales de la monarchie autrichienne, à l'exception du royaume lombard-vénitien, restent inchangées. Sa Majesté le Roi de Prusse s'engage à retirer ses troupes des territoires autrichiens précédemment occupés par elles dès la conclusion de la paix, sous réserve des mesures à prendre dans l'accord de paix définitif afin de garantir le paiement des indemnités de guerre.
Article II. « Sa Majesté l'Empereur d'Autriche reconnaît la dissolution de l'ancienne Confédération germanique et donne son consentement à une nouvelle organisation de l'Allemagne sans la participation de l'État impérial autrichien. De même, Sa Majesté promet de reconnaître l'alliance plus étroite que Sa Majesté le Roi de Prusse établira au nord de la ligne du Main, et déclare consentir à ce que les États allemands au sud de cette ligne se réunissent en une association dont le lien national avec La Confédération de l’Allemagne du Nord est réservée à une meilleure compréhension entre les deux.»
Article III. « Sa Majesté l'Empereur d'Autriche transfère à Sa Majesté le Roi de Prusse tous ses droits sur les duchés de Holstein et de Schleswig acquis dans la Paix de Vienne du 30 octobre 1864, sous réserve que les populations des districts nord du Schleswig s'ils sont libres, le vote indique le désir d'être uni au Danemark, devrait être cédé au Danemark.
Article VII. "Les ratifications de l'accord actuel seront échangées à Nicolsbourg dans un délai maximum de deux jours."